# みずほ丸の内タワー
みずほ丸の内タワー（みずほまるのうちタワー）は東京都千代田区丸の内一丁目に位置するみずほフィナンシャルグループのオフィスビルである。みずほ信託銀行の本店及び本社機能やみずほフィナンシャルグループの本部機能が置かれている。

## 概要
解体されたみずほ銀行前本店ビルの跡地で「丸の内1-3計画」として着工し、その後「みずほ丸の内タワー・銀行会館・丸の内テラス」に計画の名称を変更。同計画内では「タワー棟」という仮称が使用されていた。そして銀行会館、丸の内テラスと共に2020年9月30日に竣工。同年11月5日に竣工式が行われた。
地上29階、地価4階、高さ149.7 m。設計は三菱地所設計と日本設計と久米設計、施工は大林組、大成建設、清水建設が担当している。

## 受賞
| 受賞年 | 賞             | 対象                                                               | 結果 | 備考           |
| ------ | -------------- | ------------------------------------------------------------------ | ---- | -------------- |
| 2020年 | 照明普及賞受賞 | 三菱地所設計 三菱地所設計 建築設計三部 三菱地所設計 電気設備設計部 | 受賞 | [ 5 ] [ 注 1 ] |

## 交通アクセス
- JR東京駅 丸の内北口 徒歩5分
- 東京メトロ東西線 大手町駅B1b出口 徒歩3分
- 都営地下鉄 大手町駅D7・D4出口 徒歩5分[6]